# Pierre Hamon
Pierre Hamon (Morlaix, 13 de mayo de 1956) es un músico, compositor e instrumentista de flautas de pico, cuyo repertorio va desde la música medieval hasta la música actual.
La carrera de Pierre Hamon primero fue autodidacta, luego se perfeccionó con Walter Van Hauwe en Ámsterdam y después tocó con los conjuntos de música medieval Guillaume de Machaut de París y Gilles Binchois. Después de haber participado desde la década de 1980, como flautista en grabaciones, en el desarrollo en Francia de la música antigua y particularmente de la música medieval (miembro del grupo ´´Gilles Binchois´´, codirector de ´´Ala francesca´´, iniciador de proyectos y grabaciones dedicados a obra de Guillaume de Machaut ...), Pierre Hamon colaboró de manera privilegiada y constante con Jordi Savall desde 1995. Para profundizar en su enfoque hacia la música antigua, se interesa por las músicas tradicionales de Europa.
En 1998 se convirtió en discípulo de Hariprasad Chaurasia, gran maestro de la música Hindustan y la flauta bansuri, después investigó los gestos y los sonidos fundamentales de la humanidad, llevándolo al mundo de las flautas y civilizaciones precolombinas y tradiciones nativas americanas. En 1994 fue invitado como profesor para la creación de la primera clase de flauta de pico en Francia en el Conservatorio Nacional de Música y desde entonces ha sido profesor en el CNSMD Lyon, donde entre sus alumnos ha tenido la Sara Parés Masdevall. Es invitado regularmente a masterclas por las principales instituciones de música antigua, como la Scola Cantorum Basiliensis. Es el compositor y director de la música original del dibujo animado Pachamama de Juan Antin, producido por los estudios Folivari (2018).